# Cristóbal Marqués Palliser
Cristóbal Marqués Palliser (Mahón, Baleares, 6 de mayo de 1984) es un político español, actual senador por Menorca en la XV legislatura, cargo que ya ocupó en la XIV legislatura. Previamente fue regidor y portavoz del Ayuntamiento de Alayor durante dos legislaturas, entre 2015 al 2023.

## Biografía
Licenciado en Ciencias Políticas y de la Administración por la Universidad de Barcelona y Diplomado en Gestión y Administración Pública por la misma universidad. Se inició en política como Director Insular de Cultura, Patrimonio y Educación en el Consejo Insular de Menorca, en el período de 2013 a 2015. Aunque años antes ya era conocido por sus tribunas semanales sobre política en los periódicos Última Hora Menorca y Es Diari Menorca.
En las elecciones municipales de 2015 formó parte de la candidatura del Partido Popular en el municipio de Alayor, encabezada por Misericordia Sugrañes Barenys, que obtuvo mayoría absoluta  por segunda vez consecutiva. Durante esa legislatura llevó a cabo las funciones de Concejal de Hacienda, Educación y Nuevas Tecnologías del Ayuntamiento de Alayor, pasando a ser el portavoz municipal a mediados de legislatura. 
En las elecciones municipales de 2019 formó parte nuevamente de la candidatura del Partido Popular, encabezada en esta ocasión por José Luis Benejam Saura, que reeditó la tercera mayoría absoluta del Partido Popular en Alayor. En ese nuevo período ostentó el cargo de Teniente de Alcalde de Hacienda y Urbanismo, además de seguir siendo portavoz municipal.
En las elecciones generales del 10 de noviembre de 2019, se presentó como suplente de Jorge López Ravanals, candidato del Partido Popular en el Senado por la circunscripción de la Isla de Menorca. Tras la renuncia de López Ravanals por motivos personales el 23 de noviembre de 2020, tras un año en el cargo,Marqués accedió al acta de senador electo por la circunscripción de Menorca, cargo que compaginó durante tres años con el de Teniente de Alcalde de su localidad, Alayor.
En las elecciones municipales y autonómicas de mayo del 2023, renunció ha repetir como concejal tras ocho años y admitir el desgaste personal de compaginar los dos cargos institucionales, además de la Secretaria General del PP Menorca y la vida familiar. Siendo finalmente designado por el Partido Popular, candidato al Senado por Menorca en las elecciones generales de julio de 2023,  mejorando los resultados electorales de la formación y revalidando su escaño como Senador por Menorca. 
Dentro del Partido Popular de Menorca ha tenido diferentes cargos orgánicos, formando parte del Comité de Dirección ininterrumpidamente desde 2012, primero con Santiago Tadeo Florit y posteriormente con Misericordia Sugrañes Barenys. Durante este tiempo ha pasado por las vicesecretarías de Organización y Comunicación, en la actualidad es el Secretario General del Partido Popular de Menorca. A nivel local fue presidente del Partido Popular de Alayor durante casi diez años.